# Вовча Гора (Яворівський район)
Вóвча Го́ра — село в Україні, у Яворівському районі Львівської області. Населення становить 225 осіб. Орган місцевого самоврядування — Яворівська міська рада.

В селі знаходиться мурована церква Покрови Пресвятої Богородиці (УГКЦ), збудована у 1996 році. Адміністратор: о. Почеква Андрій [попередні парохи: 1997.03.10 - адмін. о. мітр. Роман Піта, 2001.06.11 - душп. опіка о. Гайдук Ярослав, - до 2010.11.29 адмін. о. Кісіль Роман, - адмін. о. Лабінський Роман].

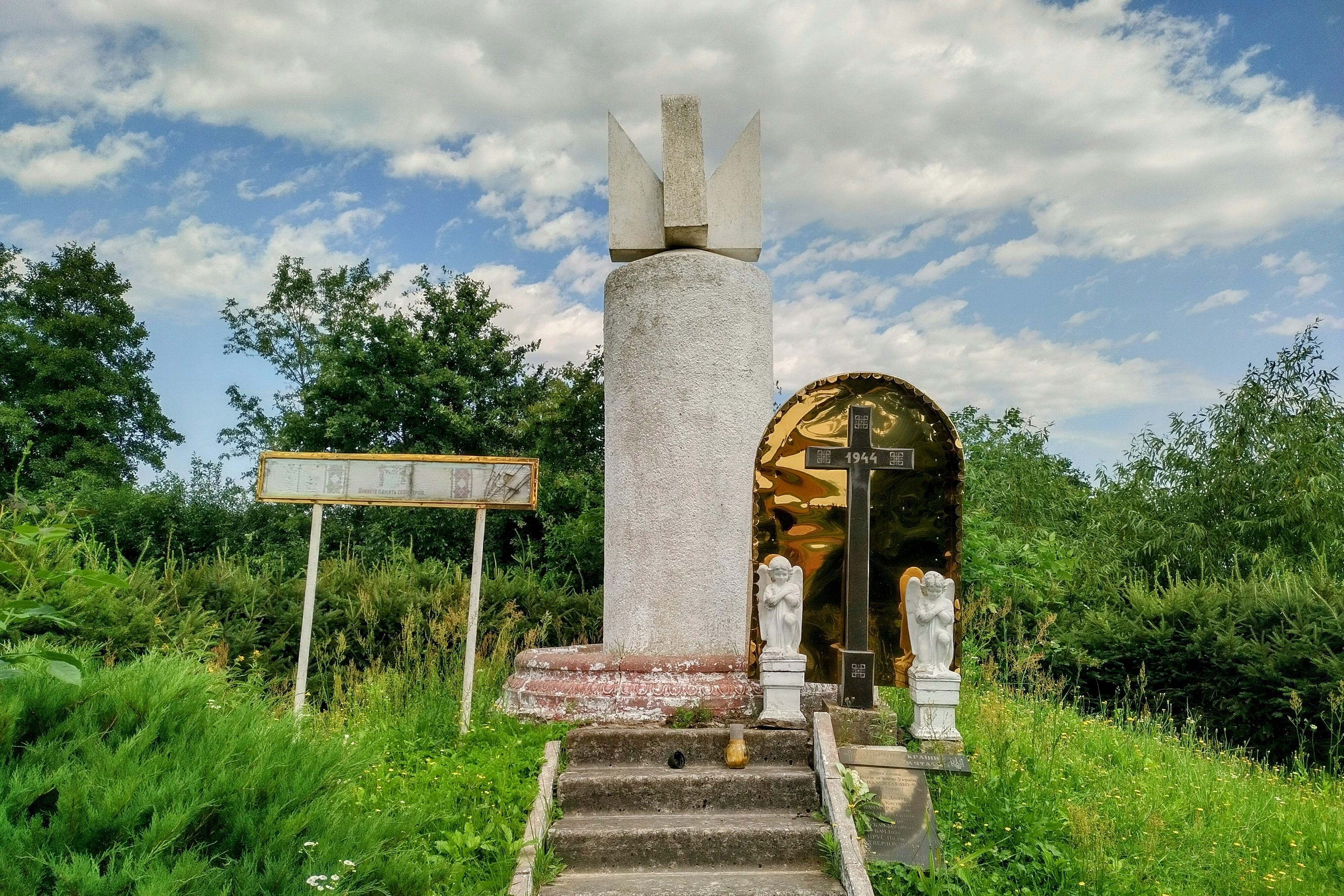
Меморіал "Борцям за волю України"

Сайт з нформацією про село Вовча Гора